# 학교 (영화 시리즈)
학교(일본어: 学校 갓코[*])는 야마다 요지 감독의 영화 시리즈 작품으로, 1993년부터 2000년까지 총 4작품이 제작되었다. 1편은 1993년 11월 6일, 2편은 1996년 10월 19일, 3편은 1998년 10월 17일, 4편은 2000년 11월 11일 개봉하였다.